# Jiquilpan de Juárez
Jiquilpanⓘ de Juárez – miasto w Meksyku, w stanie Michoacán.